# Fruticultura

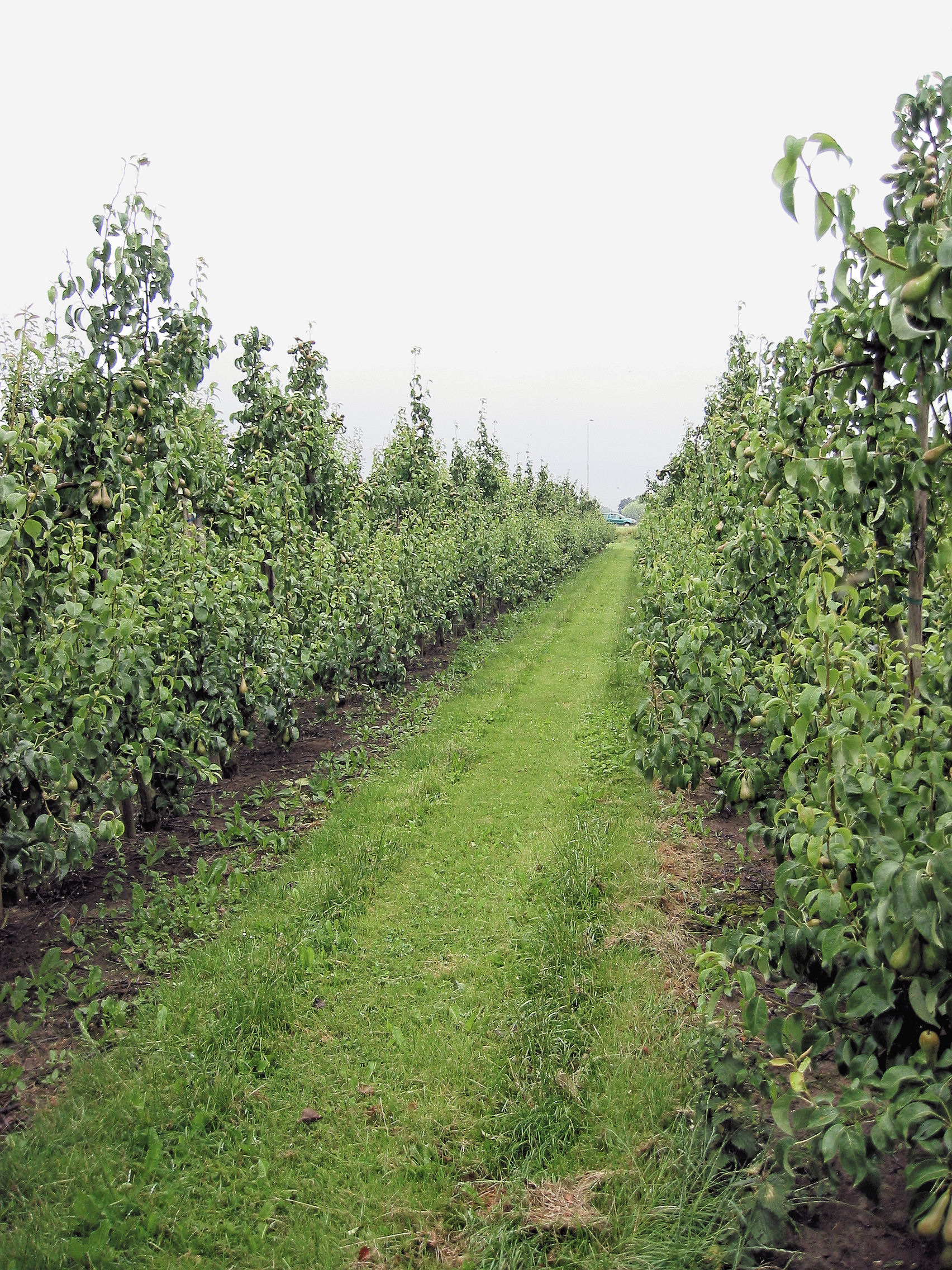
Monte frutal de Pyrus communis (perales) cv. Conference, con entrelíneas con tapiz vegetal para una mejor conservación del suelo.

La fruticultura es la ciencia que estudia el cultivo de especies leñosas y semileñosas productoras de frutas, aplicando tecnologías basadas en principios biológicos y fisiológicos, para obtener un rédito económico de la actividad.
También se entiende por fruticultura, a la ciencia que estudia el mejoramiento genético de los árboles frutales y la elaboración o adecuación de las técnicas de producción; con este significado se cuenta, además, con la palabra "Pomología", muy usada en otros idiomas como el inglés y el francés, pero poco utilizada en nuestra lengua.
La fruticultura es, por lo tanto, una actividad planificada y sistemática realizada por el ser humano que abarca todas las acciones que realiza con relación al cultivo para el beneficio de todas aquellas plantas que producen frutos. 

## Alcances

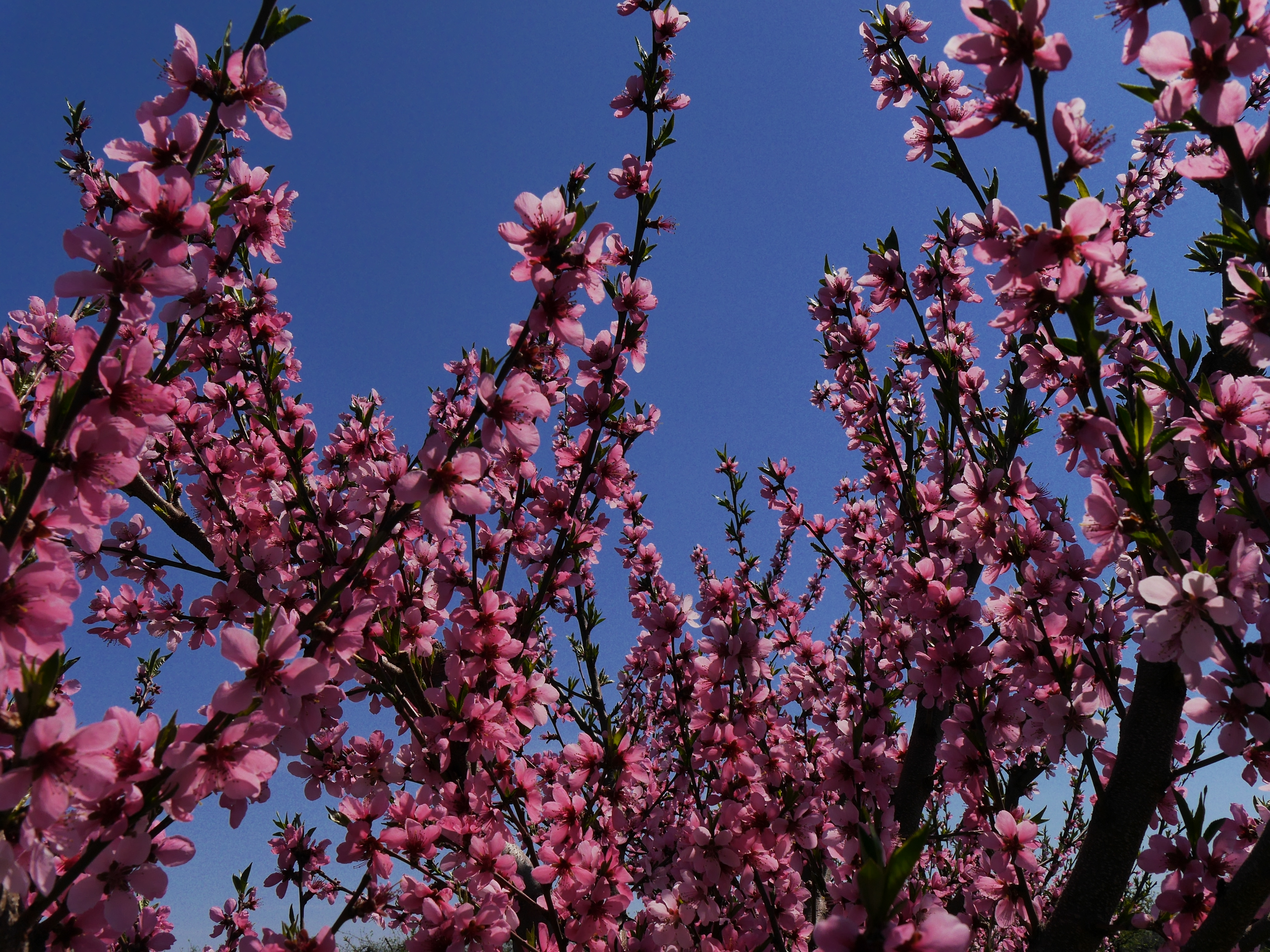
Floración del melocotonero o duraznero. Durante la floración de esta especie frutícola se desarrollan diferentes prácticas culturales como la polinización entomófila mediante el uso de abejas para alcanzar un porcentaje de fecundación adecuado.

La fruticultura comprende las siguientes actividades:
- Determinación de las características del suelo y mejoramiento de sus condiciones.
- Determinación de las especies de plantas que se plantarán considerando las condiciones del suelo, clima de la región, disponibilidad de riego, y factores económicos relacionados con la inversión a realizar y requerimientos del mercado a servir.

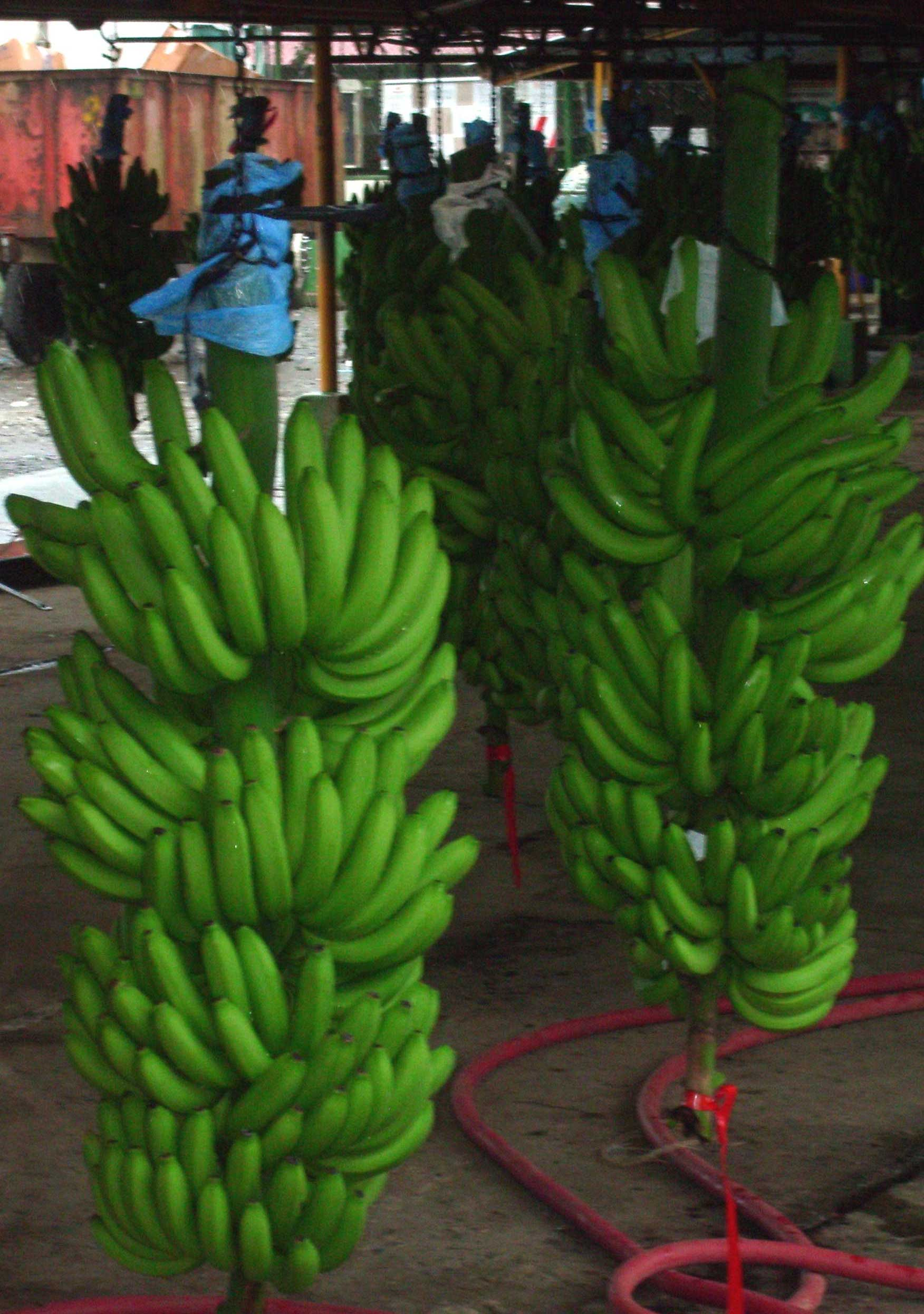
Manojos de bananas cosechados en una explotación frutícola en Costa Rica.

- Determinación de las variedades de especies a utilizar.
- Mejoramiento de variedades, manipulaciones genéticas.
- Planificación de la parcela agrícola según el modo de propagación de las especies frutales, o sea, la forma de obtención del plantín (por semilla, por esqueje o estaca, por acodo, por retoño, por estolón, por óvolo, etc.) y su injertación.
- Determinación del régimen de riego y de fertilización si correspondiera.
- Implementación de programas de control de plagas.
- Acondicionamiento anual de las plantas, podas, soportes, atado.
- Cosecha, métodos manuales y mecánicos.
- Evaluación del rendimiento de la explotación frutícola, diagnóstico de problemas e implementación de medidas correctivas.
- Selección, acondicionamiento y empaque de la fruta.
- Conservación de la fruta durante la postcosecha, si correspondiera.
- Procesamiento y comercialización de la fruta.

## La investigación en fruticultura
Dentro de los temas clásicos de investigación que conservan su importancia en Fruticultura, se destacan los relativos a la propagación. La selección de portainjertos de manzano comenzó en 1912 en Kent Maidstone, Inglaterra. Ronald Hatton trabajó en la Estación Experimental East Malling con materiales de distintas casas viveristas de Europa, para establecer una lista de los mejores patrones para manzano de distinto vigor. Este centro continuó su trabajo y es hasta hoy de importancia medular en la investigación.
En Citrus, la búsqueda de nuevos portainjertos comenzó al difundirse el virus de la tristeza que inutilizó al naranjo agrio. En Citricultura, el tema fitosanitario en general y las enfermedades virósicas en particular, son de capital importancia. En los últimos años, el declinamiento se constituyó en un nuevo desafío para la investigación: se trata de una enfermedad de etiología desconocida que afecta diferentes combinaciones pie-copa en distintos países del mundo. Los principales centros de investigación del mundo en Citricultura son la Universidad de California en Riverside (EE. UU.), la Universidad de Florida en Gainesville (EE. UU.), las Estaciones Experimentales de Lake Alfred y Orlando en Florida (EE. UU.), el Instituto Agronómico de Campinas en San Pablo (Brasil), el Istituto Sperimentale per la Agrumicoltura en Sicilia (Italia) y el Instituto Valenciano de Investigaciones Agrícolas (IVIA) en Moncada, Valencia (España), entre otros.

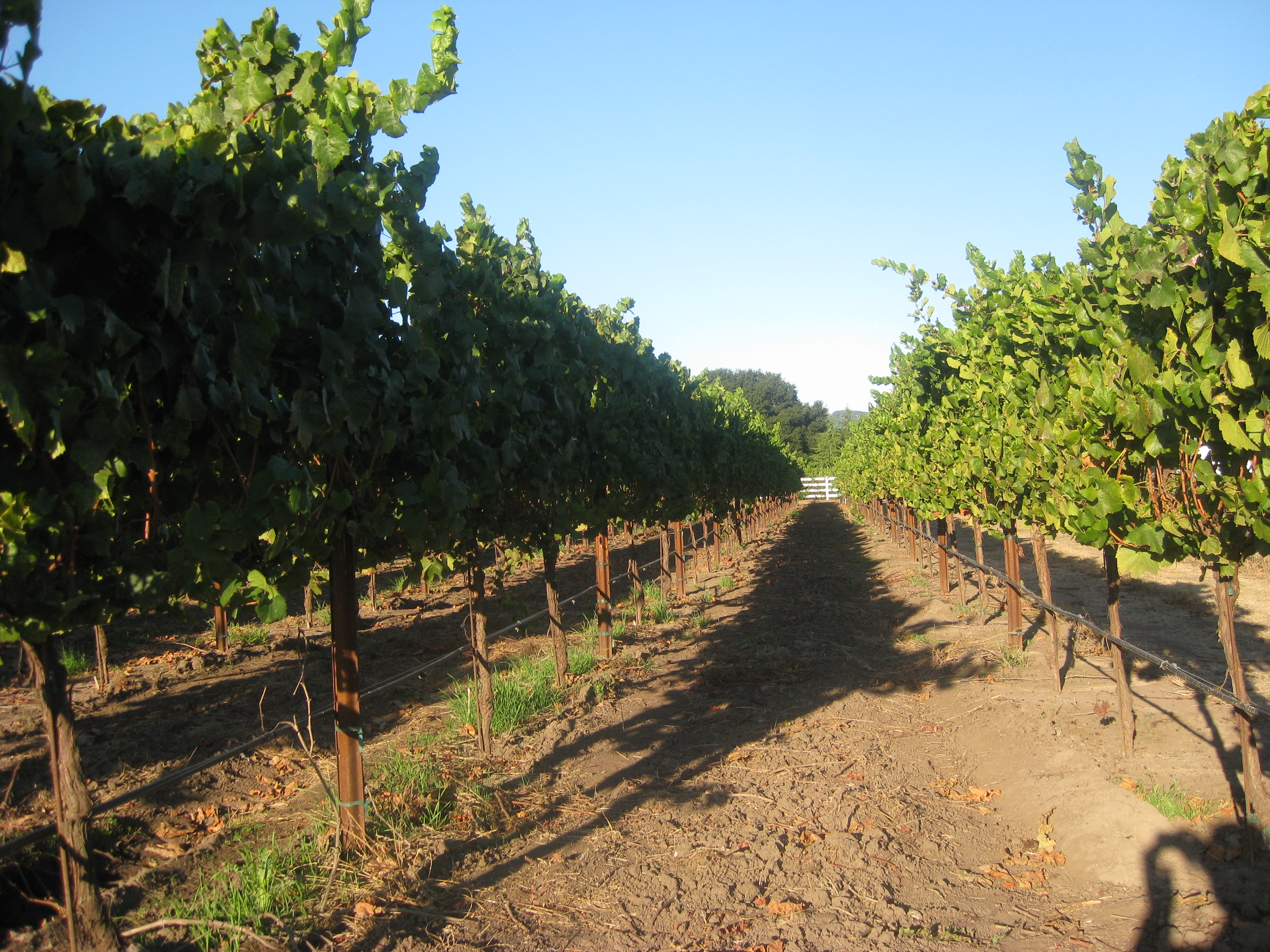
Vides cultivadas en la zona vitícola del condado de Sonoma en California. Se trata de una plantación conducida por el Departamento de Viticultura de la Universidad de California en Davis. Esta universidad se considera uno de los centros de investigación científica en Fruticultura en general y Viticultura en particular más importantes del mundo.

En frutales de hueso y de pepita, la poda, la conducción o guía de las plantas en sistemas apoyados o no, el suministro de nutrientes, y el uso de reguladores de crecimiento para controlar el tamaño de las plantas, la forma y el tamaño de la fruta y mejorar la brotación, continúan siendo algunos de los principales temas de investigación. Los centros de investigación más importantes en frutales criófilos, están ubicados en la Universidad de California en Davis (EE. UU.) y en otras universidades norteamericanas como las de Oregon, Washington, Pennsylvania y Cornell; en la Experimental de La Grand Ferrad del Institut national de la recherche agronomique (Francia), en la Universidad de Bolonia (Italia) y en la Universidad de Zaragoza (España).
En Viticultura, el trabajo de investigación se vincula al mejoramiento de la calidad, tanto para uva de mesa como para uva destinada a la elaboración del vino, aunque hasta hace algunas décadas fue de importancia principal el estudio de portainjertos para superar los problemas de filoxera y nematodes. Los principales centros de investigación en Viticultura son la Estación Experimental e Instituto Enológico de Burdeos (Francia) y la Universidad de California en Davis (EE. UU.).
Finalmente, el tema de la maduración y postcosecha de frutos incrementó su importancia en las últimas dos décadas hasta convertirse en un área prioritaria en investigación científica. Las publicaciones de más elevado impacto se registran en esta temática. Esto encuentra justificación en las elevadas pérdidas de frutos que tienen lugar luego de la cosecha, con frecuencia superiores a las pérdidas en cultivo. Los principales centros de investigación en Fisiología y Tecnología de Postcosecha se localizan en EE. UU.: la Universidad de California en Davis, las Universidades de Cornell, Florida, Míchigan, Ohio, Oregon, y diversos laboratorios del Departamento de Agricultura de los Estados Unidos (USDA). Otros países como el Reino Unido, Israel, Nueva Zelanda, Australia, Francia e Italia también poseen centros muy activos trabajando en estos temas.

## Importancia económica de la fruticultura
Inicialmente el consumo de frutas tenía como origen la mera recolección a partir de plantas silvestres. Cuando el hombre se transformó en sedentario, comenzó un proceso de selección de plantas, agrupamiento de plantas en plantaciones concentradas en parcelas y aprendizaje de técnicas para el mejor cuidado de las plantas, de manera de obtener mayores producciones por planta y frutas de mayor calidad.
A partir de la revolución industrial la fruticultura comienza un proceso de formalización y mecanización que converge en las sofisticadas técnicas y metodologías que se utilizan hoy en día en cada una de las facetas que componen esta disciplina.
Existen varios factores por los que la actividad frutícola adquiere connotaciones particulares para el desarrollo económico de una región, que se mencionan a continuación. 

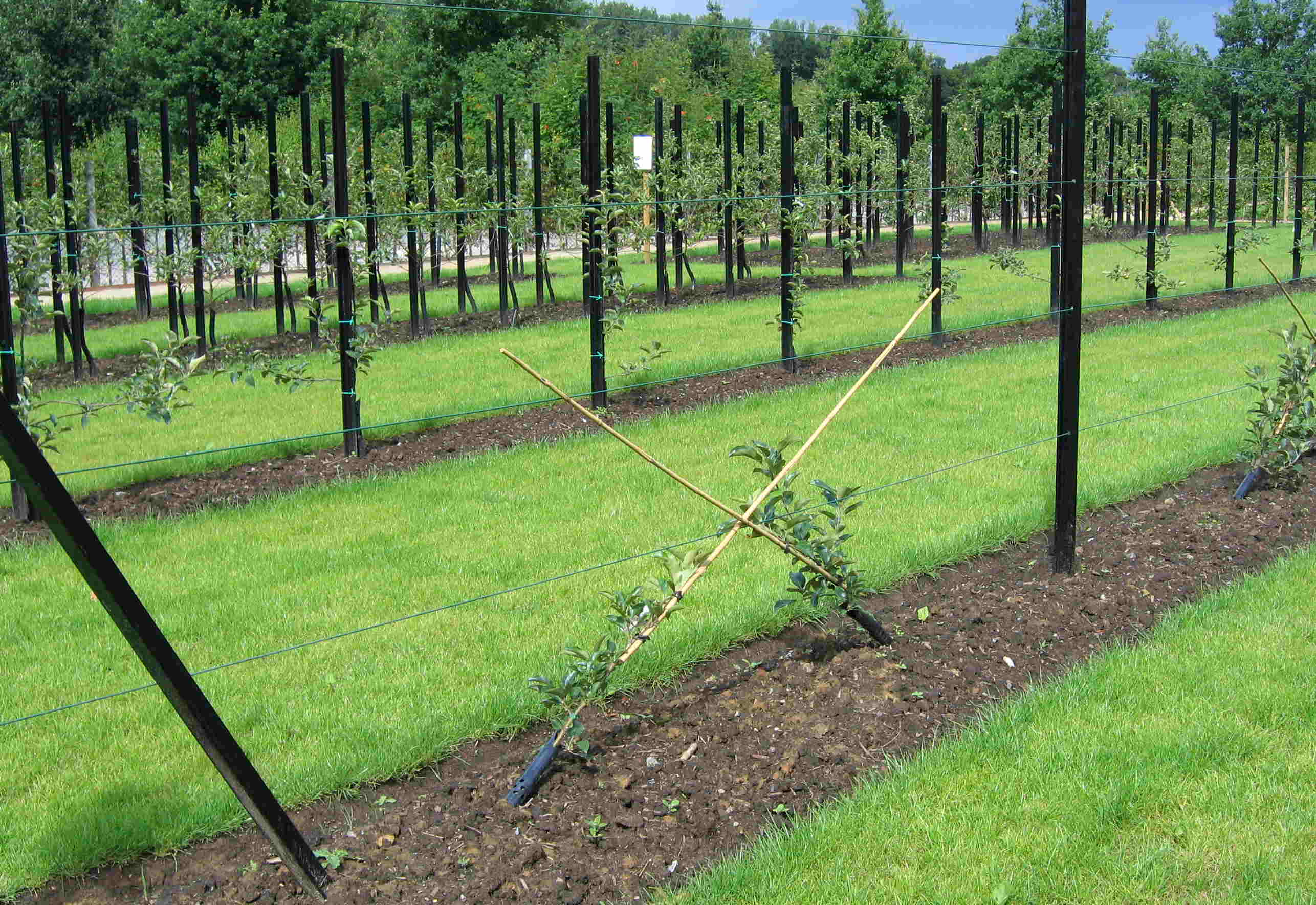
Las actividades frutícolas requieren elevadas inversiones de capital, que se incrementan con el aumento del uso de estructuras de conducción de las plantas.

1. Las actividades frutícolas demandan una elevada inversión de capital por unidad de superficie. El capital requerido para el desarrollo de actividades frutícolas es alto en comparación con el demandado por los cultivos extensivos (cereales, especies industriales), o por la ganadería extensiva.
2. La producción frutícola utiliza mano de obra en forma intensiva. Debido a que muchas tareas inherentes a las actividades frutícolas están poco mecanizadas (por ejemplo, la poda, el raleo de frutos, la cosecha, la selección de frutos y otros trabajos de empaque), se hace necesaria la ocupación de numerosos obreros. Además, buena parte del personal debe ser calificado o especializado, para realizar tareas como injertos, poda, selección en galpones de empaque, etc.
3. La fruticultura es proveedora de insumos para numerosas industrias. Además de la fruta fresca, las actividades frutícolas proporcionan por descarte o a través de cultivos especializados, materias primas para las industrias de jugos, de enlatados, de desecado, y de otros productos derivados de los frutos, como el vino y el aceite de oliva.
4. Los montes frutales son productivos durante un número variable de años. Después de una inversión inicial elevada que abarca la plantación, el cuidado y el mantenimiento durante los años improductivos, un monte frutal puede generar una producción sostenida durante 10, 15 o más de 100 años, según la especie. Así, los montes frutales constituyen mejoras fundiarias que otorgan valor a los establecimientos que los poseen.
5. La fruta fresca, al ser un producto de oferta estacional, ve favorecida su comercialización en el Hemisferio opuesto en contraestación. Además, sus productos industriales como jugos, aceites, etc., tienen un mercado internacional fluido.
6. Debido a los factores ya citados, a su participación en el producto bruto interno, y a la calidad de vida alcanzada por algunos fruticultores, las actividades frutícolas son consideradas una verdadera industria en ciertas partes del mundo, como California (EE. UU.). Los productos frutícolas presentan en promedio un 70 % de valor agregado, porcentaje no igualado por muchos productos industrializados.